# ぴー夏がいっぱい
『ぴー夏がいっぱい』（ぴーなつがいっぱい）は、谷地恵美子による日本の漫画作品。1987年から1989年に、『ASUKA』（角川書店）に連載された。
2007年、漫画作品を原作としたテレビドラマが台湾で制作・放送された。

## 概要
『ASUKA』1987年5月号から1989年6月号に連載。単行本は、あすかコミックスから全6巻が、ソノラマコミック文庫（朝日ソノラマ）から全3巻が発行された。

## あらすじ
高校2年の春、小室夏芽は恋に落ちた。その相手は友人・山部茶子の弟でスーパーモデルでもある累。彼は誰もが振り向く超美形だが性格は最悪だった。だが夏芽はめげずにいた。

## 台湾ドラマ
漫画作品を原作とした台湾のテレビドラマが、2007年3月11日から2007年5月27日まで台湾の中華電視公司、2007年3月17日から2007年6月2日まで台湾の八大綜合台で放送された。日本では2009年10月7日から2009年12月9日までアジアドラマチックTV★So-netで放送された。

### エピソード・サブタイトル
全19話
| 各話   | サブタイトル           | 放送日         |
| ------ | ---------------------- | -------------- |
| 第1話  | 運命の1元              | 2009年10月7日  |
| 第2話  | ファースト・キス       | 2009年10月9日  |
| 第3話  | 累のトラウマ           | 2009年10月14日 |
| 第4話  | 特別な存在             | 2009年10月16日 |
| 第5話  | 芽生え始めた恋心       | 2009年10月21日 |
| 第6話  | 愛に一途な人           | 2009年10月23日 |
| 第7話  | 恋愛進行形             | 2009年10月28日 |
| 第8話  | 将来の選択             | 2009年10月30日 |
| 第9話  | 高校生マネージャー誕生 | 2009年11月4日  |
| 第10話 | 悪魔のカード           | 2009年11月6日  |
| 第11話 | 挫折                   | 2009年11月11日 |
| 第12話 | 初恋の人               | 2009年11月13日 |
| 第13話 | 恋する少年             | 2009年11月18日 |
| 第14話 | 気持ちの決着           | 2009年11月20日 |
| 第15話 | 裏切り者               | 2009年11月25日 |
| 第16話 | 夢にまで見た一言       | 2009年11月27日 |
| 第17話 | ラッキー・アイテム     | 2009年12月2日  |
| 第18話 | 思いがけないお誘い     | 2009年12月4日  |
| 第19話 | 夢の翼                 | 2009年12月9日  |

### キャスト
| 役名                  | 俳優名                        |
| --------------------- | ----------------------------- |
| 山部累 （歐陽累）     | 鄭元暢 （ジョセフ・チェン）   |
| 小室夏芽 （夏芽）     | 五熊 （ウーション）           |
| 山部茶子 （歐陽語嫣） | 張毓晨 （チャン・ユーチェン） |
| 舟橋京太 （周喬杉）   | 阮經天 （イーサン・ルァン）   |
| ディナ （蒂娜）       | 張榕容 （チャン・ロンロン）   |
| 竹島一郎 （陳朗竹）   | 黃鴻升 （エイリアン・ホァン） |
| 横田光生 （田光楨）   | 唐禹哲 （タン・ユージャ）     |
| 上田 （尚天翰）       | 信 （SHIN）                   |
| 山部ママ （歐陽媽）   | 郭静純 （ケリー・クォ）       |
| 小室パパ （夏爸）     | 夏靖庭 （シャー・ジンティン） |
| 小室ママ （夏媽）     | 陳幼芳 （チェン・ヨウファン） |
| 小室ヨシカズ （夏橘） | 胡桓偉 （フー・ファンウェイ） |

### スタッフ
- 監督 - 王明台、張佳賢
- プロデューサー - 馮家瑞、齊錫麟、王信貴

### 主題歌
オープニングテーマ
『Say Whatever You Want/你要什麼就說』
歌 - 小宇（シャオユー）
エンディングテーマ
『Tired/累了』
歌 - 信（SHIN）

### ソフトウェア

#### DVD
販売元は東宝株式会社
- 「ぴー夏がいっぱい DVD-BOXI」（2010年6月18日）
- 「ぴー夏がいっぱい DVD-BOXII」（2010年7月23日）

### 日本国内放送局
| 放送地域 | 放送局                      | 放送期間                | 放送日時                                                            | 放送系列 |
| -------- | --------------------------- | ----------------------- | ------------------------------------------------------------------- | -------- |
| 日本全域 | アジアドラマチックTV★So-net | 2009年10月7日 - 12月9日 | 毎週水曜・金曜19時30分 - 20時32分                                   | CS放送   |
| 日本全域 | BSジャパン                  | 2010年2月13日 - 6月30日 | - 7話 毎週土曜12時00分 - 13時00分 8話 - 毎週水曜18時00分 - 19時00分 | BS放送   |